# Удружење породица киднапованих и несталих на Косову и Метохији
Удружење породица киднапованих и несталих лица на Косову и Метохији је самостална, невладина, ванстраначка, непрофитна организација. Представља удружење грађана који су се окупили ради расветљивања околности и судбине више од 1.300 несталих лица на КиМ, помоћи породицама несталих лица, унапређења људских права.
Основано је 22. фебруара 2001. године, и његови основни циљеви су:
- Ослобађање киднапованих, проналажење и ослобађање несталих и расветљавање свих релевантних чињеница и околности у вези са киднапованим и несталим лицима на Косову и Метохији, пре ратних догађања и после доласка међународних снага,
- Пружања помоћи породицама несталих и киднапованих лица (материјалне и хуманитарне),
- Поштовање, заштита и унапређење људских права и слобода,
- Залагање за поштовање принципа правне државе и владавине права,
- Сарадња са домаћим и иностраним организацијама и асоцијацијама које се баве унапређењем идеја и праксе о људским правима, које су компатибилне са циљевима Удружења.

Седиште Удружења је у Београду, а основане су потканцеларије у Краљеву и Нишу.